# Chwałowo (obwód grodzieński)
Chwałowo (biał. Хвалава, Chwaława; ros. Хвалово, Chwałowo) – wieś na Białorusi, w obwodzie grodzieńskim, w rejonie korelickim, w sielsowiecie Rajca.

## Historia
W dwudziestoleciu międzywojennym leżało w Polsce, w województwie nowogródzkim, w powiecie nowogródzkim, w gminie Rajce. W 1921 miejscowość liczyła 97 mieszkańców, zamieszkałych w 17 budynkach, wyłącznie Białorusinów. 96 mieszkańców było wyznania prawosławnego i 1 rzymskokatolickiego.
Po II wojnie światowej w granicach Związku Sowieckiego. Od 1991 w niepodległej Białorusi.